# 西部哲哉
西部 哲哉（にしべ てつや、1959年9月20日 - ）は日本の現代音楽の作曲家である。

## 来歴
1984年、大阪音楽大学大学院修了。
1991年、《ルトゥール》―3本のクラリネットのための―で、第4回ミュージック・トゥデイ国際作曲コンクール入選、武満徹主宰の現代音楽祭「今日の音楽」にて初演される。
同年、第2回吹田音楽コンクール作曲部門第2位入賞。
1992年、福井ハープ音楽賞作曲コンクール入選。
1993年、第10回現音作曲新人賞入選。
1994年、《シーシュポスの夢》―オーケストラのための―が、いずみホールで初演される。
1995年、《祈りの泉》―ハープのための―が篠崎史子の独奏で初演される。
2016年より、《リコーダー四重奏のためのディヴェルティメント第1番》《リコーダー四重奏のためのディヴェルティメント第2番》《四季》 -リコーダー四重奏のためのディヴェルティメント第3番-がリコーダーJP社より出版される。
2017年、パーカッショニスト岩見玲奈の委嘱作品《夜想曲第7番》―笙とヴィブラフォンのための―がFMミュージックバードで放送される。同年以降、ネクサス音楽出版より、《ルトゥール》―3本のクラリネットのための―、《マデトヤの主題による変奏曲、コラールと終曲》―サクソフォン四重奏のための―、《オールトの雲》―クラリネット八重奏のための―、《エウテルペーの夢》―フルート四重奏のための―などが出版される。同年、《ペルセポネーの夢》―フルートとハープのための―がフルーティスト大久保功治のCDに収録される。在米のピアニスト別所奈穂により、《ピアノのための4つのタブロー》シリーズがアメリカで初演、紹介されている。
2018年、ドイツにて《ファンタジー第1番》―クラリネット、ヴィオラとピアノのための―、《夢の旅》―ヴィオラとピアノのための―が初演される。同年、クラリネット奏者 山根公男の委嘱により《Blessed  change》―4本のクラリネットのための―を作曲。同年、リコーダー奏者 吉澤実の委嘱作品《Life》―2本のリコーダーとチェンバロのための―及び《胡蝶の夢》―チェンバロのための―が初演される。
上記以外の主要作品として、《闇の意匠》―ヴァイオリンとピアノのための―、《蛍の行方》―笙と楽琵琶のための―（諸田玲子の小説による）、《A blessing in disguise》―クラリネットと弦楽四重奏のための―などがある。